# Cumberland (Maryland)
Cumberland é uma cidade localizada no estado americano de Maryland, no Condado de Allegany. A cidade foi fundada em 1787. É a sede de condado de Allegany.

## Demografia
Segundo o censo americano de 2000, a sua população era de 21.518 habitantes.
Em 2006, foi estimada uma população de 20.758, um decréscimo de 760 (-3.5%).

## Geografia
De acordo com o United States Census Bureau tem uma área de
23,5 km², dos quais 23,5 km² cobertos por terra e 0,0 km² cobertos por água. Cumberland localiza-se a aproximadamente 229 m acima do nível do mar.

## Localidades na vizinhança
O diagrama seguinte representa as localidades num raio de 12 km ao redor de Cumberland.